# نماز شب
نماز شب از نماز‌های مستحب در دین اسلام است که ۱۱ رکعت دارد و وقت آن پس از نیمه شب شرعی تا طلوع فجر است.

## وقت نماز شب
وقت نماز شب از نیمه شب شرعی است تا اذان صبح و بهتر است نزدیک اذان صبح خوانده شود.
در روایات به خواندن قضای نماز شب هم تاکید شده است.

در سوره فجر به نماز شفع و نماز وتر اشاره شده‌است.

## نماز شب در سخنان اهل بیت
- پیامبر اسلام: بر شما باد به شب زنده داری که آن شیوه شایستگان پیش از شماست و شب زنده داری مایه تقرب به خدا و بازداشتن از گناه است.[۴]
- ابن عباس به نقل از پیامبر اسلام می گوید: «شریف ترین افراد امت من دو گروه هستند: ۱ - حاملان و حافظان قرآن. ۲- اصحاب شب (شب زنده داران)».[۵]
- علی ابن ابی‌طالب: شب زنده داری مایه سلامت بدن و خشنودی پروردگار و قرار گرفتن در معرض رحمت خدا و چنگ زدن به اخلاق پیامبران است.[۶]
- امام جعفر صادق: نماز شب چهره را سفید و نورانی می‌کند، نماز شب انسان را خوشبو می‌کند، نماز شب روزی می‌آورد.[۷]

## چگونگی نماز شب
نماز شب ۱۱ رکعت است که به این ترتیب خوانده می‌شود:
1. هشت رکعت به صورت چهار نماز دو رکعتی به نیت نافله شب.
2. دو رکعت به نیت نماز شَفع که مستحب است در رکعت اول آن سوره حمد و سوره ناس، و در رکعت دوم سوره حمد و سوره فلق خوانده شود.
3. یک رکعت به نیت نماز وَتر که بهتر است پس از سوره حمد، سه مرتبه سوره توحید و یک مرتبه سوره‌های فلق و ناس قرائت شود. به طولانی کردن قنوت این نماز سفارش بیشتری شده است.

## نماز شب در آثار هنرمندان

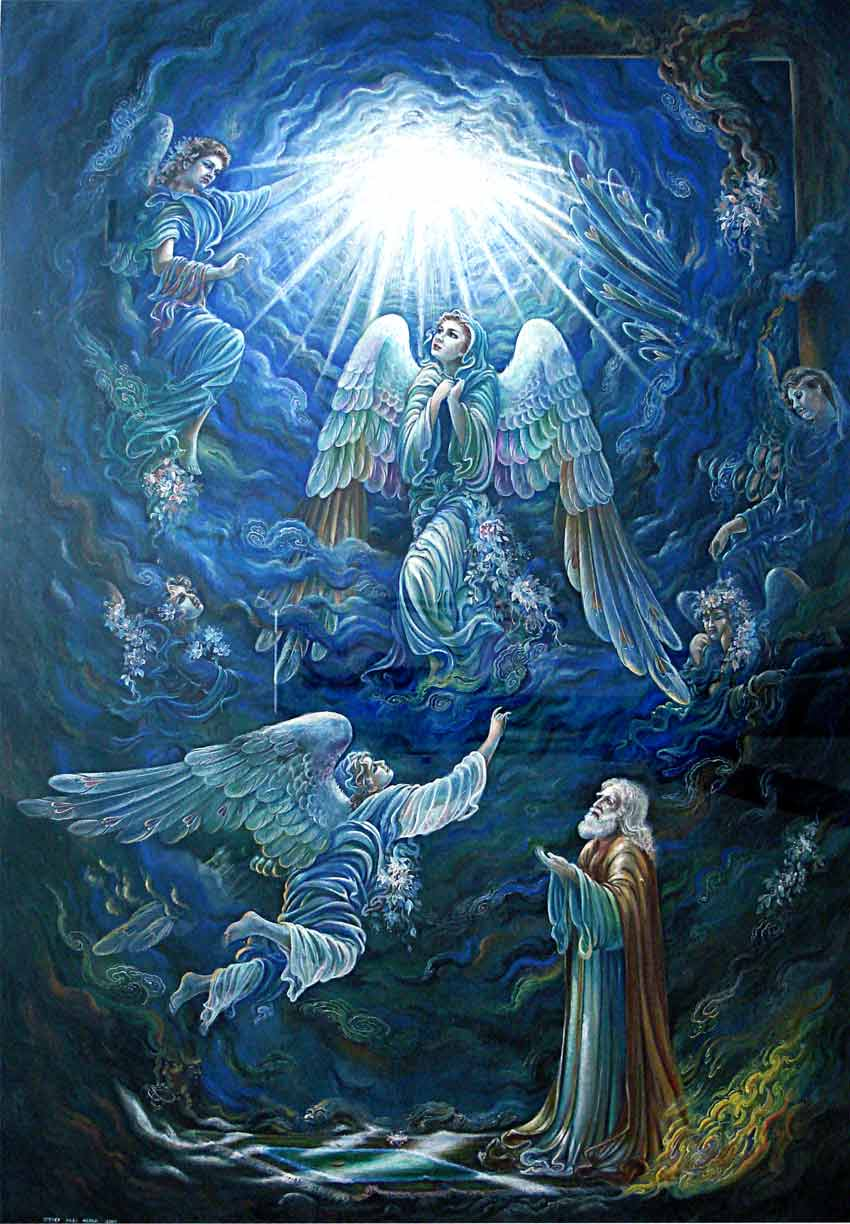
تابلو نقاشی آتش- اثر: یوسف عبدی‌نژاد - با موضوع نماز شب

برخی از هنرمندان با دستمایه قرار دادن موضوع نماز و نماز شب، آثاری را خلق کرده‌اند. از آن جمله می‌توان به تابلو آتش اثر هنرمند ایرانی یوسف عبدی نژاد اشاره کرد.